# Jasey-Jay Anderson
Jasey-Jay Anderson (født 13. april 1975 i Montreal, Québec) er en canadisk snowboarder, der har deltaget ved foreløbig seks olympiske vinterlege. Anderson bor i Mont-Tremblant ved Montreal.
Anderson er Canadas mest vindende snowboarder. Han er blevet verdensmester i alle tre slalom discipliner samt tog en guldmedalje ved vinter-OL i 2010 i parallel storslalom. Anderson har tillige vundet World Cuppen sammenlagt fire gange fra 2000-2004, samt to sammenlagte World Cup-sejre i Snowboard Cross i 2001-02 og 2005-06.
Når Anderson ikke står på snowboard, driver han en blåbærgård i Mont-Tremblant i Québec.

## OL-deltagelser
Første gang, Anderson var til OL, var i 1998 i Nagano, hvor han stillede op i storslalom. Han vandt første gennemløb, men i andet gennemløb var han blot nittendebedste, hvilket betød, at han endte på en samlet plads som nummer seksten. Ved OL fire år senere i Salt Lake City stillede han op i parallel storslalom, hvor han i kvalifikationsrunden blev nummer 29; da kun de seksten bedste gik videre, var hans deltagelse hermed ovre.
Ved vinter-OL 2006 i Torino stillede han først op i boardercross, hvor han blev nummer tyve i kvalifikationsløbet. Dette var nok til at komme videre, og i første runde vandt han sit heat, hvilket også var tilfældet med kvartfinalen. I semifinalen blev han imidlertid sidst, og han kom derpå i B-finalen, som han vandt; han blev dermed samlet nummer fem. Senere ved samme OL stillede han op i parallel storslalom, hvor han igen ikke klarede kvalifikationen med en tyvendeplads.
Andersons bedste OL-resultat kom ved vinter-OL 2010 i Vancouver, hvor han igen stillede op i parallel storslalom. Her kom han som en af favoritterne efter at have vunder VM i disciplinen i 2009, mens han lå som nummer to i World Cup-stillingen i 2009-10-sæsonen. Han kvalificerede sig da også til hovedrunden med en tiendeplads i kvalifikationen. I ottendedelsfinalen slog han en amerikaner og i kvartfinalen en slovener, inden han i semifinalen russeren Stanislav Detkov. Finalen var en kamp mellem Anderson og østrigeren Benjamin Karl, og østrigeren vandt klart første gennemløb, men Anderson fik en perfekt start på andet gennemløb og indhentede Karl, kort før mål, så han sikrede sig guldmedaljen med et forspring på 0,35 sekund.
Ved OL 2014 i Sotji stillede Anderson igen op i parallel storslalom, og han kom også i hovedrunden efter en trettendeplads i kvalifikationen. Ottendedelsfinalen blev imidlertid endestationen, da han tabte til sloveneren Rok Marguč. Bedre gik det ikke i parallel slalom, hvor han igen nåede hovedrunden med femtendebedste tid. Igen blev han besejret i ottendedelsfinalen af en slovener, denne gang Žan Košir, der senere vandt sølv i konkurrencen.
Han stillede op igen ved vinter-OL 2018 i Pyeongchang i parallel storslalom, men denne gang blev han nummer 24 i kvalifikationen, hvilket ikke var nok til deltagelse i hovedrunden.